# 波特鎮區 (北達科他州迪基縣)
波特鎮區（英語：Porter Township）是位於美國北達科他州迪基縣的一個鎮區。

## 地方資料
波特鎮區的面積為92.05平方千米，當中陸地面積為91.35平方千米，而水域面積為0.69平方千米。根據2020年美國人口普查的數據，當地共有人口48人，而人口密度為每平方千米0.52人。